# Метрическая конвенция
Метрическая конвенция (фр. Convention du Mètre) — международный договор, служащий для обеспечения единства метрологических стандартов в разных странах. Договор был подписан в 1875 году в Париже семнадцатью странами, в том числе Россией. В 1921 году в договор были внесены небольшие изменения. В настоящее время к конвенции присоединились 64 государства в качестве полноправных членов и 36 государств и организаций на правах ассоциированных членов. Членами конвенции являются все промышленно развитые страны. В соответствии с метрической конвенцией учреждены Международное бюро мер и весов (фр. Bureau International des Poids et Mesures, BIPM) и Международный комитет мер и весов (фр. Comité International des Poids et Mesures, CIPM), и созываются Генеральные конференции по мерам и весам (фр. Conférence Générale des Poids et Mesures, CGPM). Эти международные организации призваны решать вопросы стандартизации в области метрологии.

## История подписания
С 1 марта по 20 мая 1875 года в Париже проходила дипломатическая конференция (фр. Conférence diplomatique du mètre) с участием полномочных представителей 20 государств, завершившаяся подписанием Метрической конвенции. Метрическая конвенция была подписана 20 мая 1875 года в Зале Часов (фр. Salon de l'Horloge) здания Министерства иностранных дел Франции на набережной Набережная Орсе. Подписанию предшествовало полуторачасовое заседание, начавшееся в два часа дня. Конвенция была подписана полномочными представителями 17 стран от имени глав соответствующих государств. Со стороны России Конвенцию подписал советник посольства Григорий Окунев от имени императора Александра II.

## Международное бюро мер и весов
Международное бюро мер и весов — постоянно действующая организация со штаб-квартирой, расположенной в городе Севр недалеко от Парижа (Франция). Основная задача Бюро заключается в обеспечении существования единой системы измерений во всех странах-участницах метрической конвенции. Для этого осуществляется сравнение национальных эталонов единиц измерения и проводятся исследования в области метрологии, направленные на увеличение точности измерений. Бюро финансируется странами-участницами метрической конвенции.

## Международный комитет мер и весов
Международный комитет мер и весов состоит из 18 человек, каждый из которых представляет одну страну-участницу. Комитет собирается ежегодно в штаб-квартире Международного бюро мер и весов. Комитет наблюдает за работой Международного бюро мер и весов, координирует метрологические исследования в странах-участницах и вырабатывает рекомендации для Генеральных конференций по мерам и весам.

## Генеральные конференции по мерам и весам
Генеральные конференции по мерам и весам созываются раз в четыре года. В них участвуют представители всех стран-участниц метрической конвенции и наблюдатели от ассоциированных членов.
Конференция заслушивает доклад Международного комитета мер и весов, принимает решения направленные на улучшение и распространение международной системы единиц (СИ), утверждает бюджет Международного бюро мер и весов на следующие четыре года.

## Список участников
- Аргентина
- Австралия
- Австрия
- Беларусь
- Бельгия
- Бразилия
- Болгария
- Канада
- Чили
- Китай
- Колумбия
- Хорватия
- Чехия
- Дания
- Египет
- Финляндия
- Франция
- Германия
- Греция
- Венгрия
- Индия
- Индонезия
- Иран
- Ирак
- Ирландия
- Израиль
- Италия
- Япония
- Казахстан
- Кения
- Республика Корея
- Коста-Рика
- Литва
- Малайзия
- Мексика
- Марокко
- Черногория
- Нидерланды
- Новая Зеландия
- Норвегия
- Пакистан
- Польша
- Португалия
- Румыния
- Россия
- Саудовская Аравия
- Сербия
- Сингапур
- Словакия
- Словения
- ЮАР
- Испания
- Швеция
- Швейцария
- Таиланд
- Тунис
- Турция
- Украина
- ОАЭ
- Великобритания
- США
- Уругвай
- Эквадор
- Эстония

## Ассоциированные участники
- Албания
- Азербайджан
- Бангладеш
- Боливия
- Босния и Герцеговина
- Ботсвана
- Карибское сообщество
- Китайская Республика
- Эфиопия
- Грузия
- Гана
- Гонконг
- Ямайка
- Кувейт
- Латвия
- Люксембург
- Северная Македония
- Мальта
- Маврикий
- Молдова
- Монголия
- Намибия
- Оман
- Панама
- Парагвай
- Перу
- Филиппины
- Катар
- Шри-Ланка
- Сирия
- Танзания
- Узбекистан
- Вьетнам
- Замбия
- Зимбабве